# Okinami
L'Okinami (沖波? lett. "Onde in mare aperto") è stato un cacciatorpediniere della Marina imperiale giapponese, quindicesima unità della classe Yugumo. Fu varato nel luglio 1943 dall'arsenale di Maizuru.
Appartenente alla 31ª Divisione, nella prima metà del 1944 operò principalmente nelle formazioni di scorta ai convogli e protesse i movimenti della flotta da battaglia; questo periodo culminò con la partecipazione alla battaglia del Mare delle Filippine (19-20 giugno), dopo la quale riprese i compiti di protezione e vigilanza nel Pacifico occidentale. Fu nuovamente schierato in prima linea per la battaglia del Golfo di Leyte (23-25 ottobre), ma non ebbe ruoli rilevanti. Dopo aver tratto in salvo gli uomini dell'incrociatore pesante Suzuya, si fermò a Manila e fu riassegnato alla difesa dei convogli organizzati nella capitale e spediti a Ormoc, per rinforzare la guarnigione di Leyte. Il 13 novembre rimase coinvolto in una violenta incursione aerea statunitense sulla baia di Manila; colpito da una bomba, affondò in acque basse e fu abbandonato dall'equipaggio.

## Servizio operativo

### Costruzione
Il cacciatorpediniere Okinami fu ordinato nell'anno fiscale edito dal governo giapponese nel 1942. La sua chiglia fu impostata nel cantiere navale dell'arsenale di Maizuru il 15 agosto 1942 e il varo avvenne il 18 luglio 1943; fu completato il 10 dicembre dello stesso anno e il comando fu affidato al capitano di fregata Hiroshi Makino. Fu immediatamente assegnato all'11ª Squadriglia cacciatorpediniere, dipendente dalla 1ª Flotta e demandata all'addestramento delle nuove unità in tempo di guerra.

### 1944 e l'affondamento
Il 10 febbraio 1944 l'Okinami fu ufficialmente assegnato alla 31ª Divisione cacciatorpediniere con i gemelli Naganami, Asashimo e Kishinami; il reparto era alle dipendenze della 2ª Squadriglia, a sua volta parte della 2ª Flotta. Eccettuato il Naganami in riparazione, la divisione si spostò all'isola di Ujina nella baia di Hiroshima e salpò il 26 febbraio con altre unità ausiliarie per proteggere un convoglio che doveva recare rinforzi a Saipan e Guam. Tre giorni dopo, tuttavia, le navi giapponesi finirono sotto l'attacco di alcuni sommergibili statunitensi. L'Okinami, l'Asashimo e il Kishinami affrontarono con successo i battelli avversari: respinto a cannonate e danneggiato lo USS Rock, collaborarono nel dare la caccia allo USS Trout, in ultimo distrutto. Con l'Asashimo raccolse 1720 uomini dall'unico mercantile affondato e le isole furono raggiunte l'8 marzo. Completate le operazioni di scarico, il convoglio tornò indietro senza incidenti e i cacciatorpediniere proseguirono per Yokosuka; qui assunsero la difesa di un altro gruppo di navi da carico che, tra il 20 e il 28, condussero nella devastata base di Truk. L'Okinami e il Kishinami furono a questo punto separati dal gregario e salparono il giorno successivo a fianco di un trasporto che, il 2 aprile, si fermò a Saipan per farvi scendere altre truppe. Il 3 lo Okinami si unì allo schermo difensivo di un convoglio di petroliere che fece tappa a Tarakan, prima di fermarsi a Balikpapan il 16 aprile: continuò a difendere il naviglio cisterniero nel ritorno a Saipan e, nuovamente, nel viaggio a Balikpapan. A metà maggio scortò le petroliere a Tawi Tawi, nuovo ancoraggio avanzato per la flotta da battaglia e il 16 salpò a tutto vapore per raggiungere Davao (motivo ignoto). Rientrò alla base il 19 maggio e, probabilmente, fu impegnato per alcune settimane in pattugliamenti e altri compiti di presidio. Il 10 giugno formò con l'ammiraglia di squadriglia Noshiro e i cacciatorpediniere Nowaki, Yamagumo, Shimakaze la scorta alla 1ª Divisione corazzate (Yamato, Musashi) che diresse per l'isola di Batjan; dalla remota baia, raggiunta il 12, le due grandi unità dovevano fornire un appoggio decisivo all'ennesimo tentativo di supportare via mare la guarnigione di Biak, sotto attacco da fine maggio. Tuttavia il 13 giugno informazioni sull'imminente offensiva generale statunitense contro le isole Marianne fecero sì che l'operazione fosse annullata e la squadra a Batjan fosse dirottata a ovest dell'arcipelago, per riunirsi alla 2ª e 3ª Flotta. L'Okinami fu così presente alla battaglia del Mare delle Filippine (19-20 giugno) schierato nella "Forza C" d'avanguardia del viceammiraglio Takeo Kurita, ma non ebbe alcun particolare ruolo. In seguito alla disfatta nipponica ripiegò verso l'isola di Okinawa e poi il Giappone con la propria squadriglia. L'8 luglio partì da Kure con una parte importante delle grandi unità da guerra e numerosi altri cacciatorpediniere. Questa formazione si fermò a Okinawa e vi sbarcò truppe, quindi proseguì fino alle isole Lingga, raggiunte il 16: per oltre due mesi le attività del cacciatorpediniere non sono note.

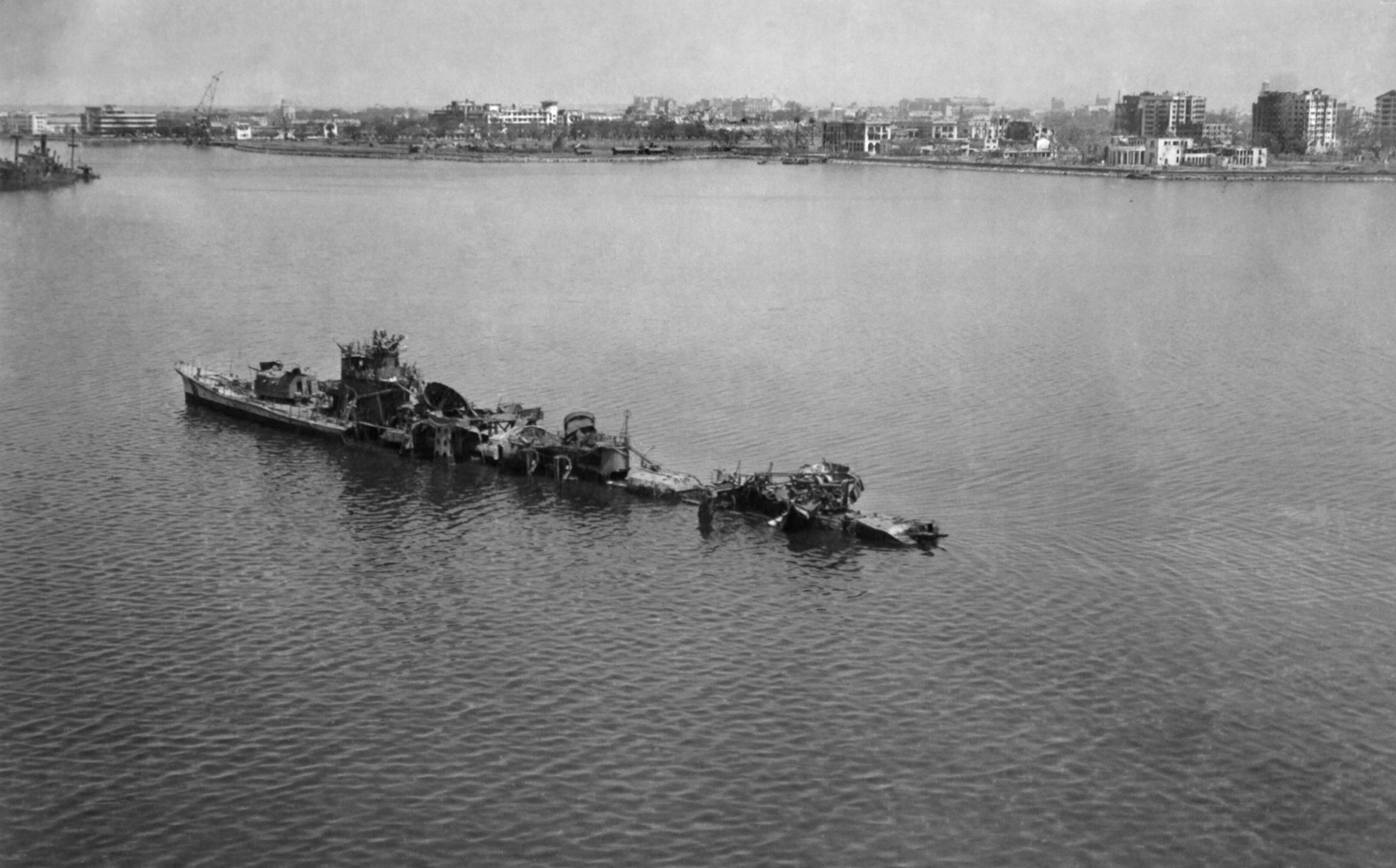
LOkinami devastato e semiaffondato nella baia di Manila, fotografato dagli statunitensi dopo la conquista della città

Nella seconda metà del 1944 l'Okinami aveva sicuramente ricevuto una serie di modifiche e potenziamenti. Due installazioni triple di cannoni Type 96 da 25 mm furono piazzate su due piattaforme, erette ai lati del fumaiolo anteriore; i paramine e metà della ricarica per i tubi lanciasiluri furono rimossi. L'albero tripode prodiero fu rinforzato per ospitare una piccola piattaforma sorreggente un radar Type 22, adatto all'individuazione di bersagli navali; alla base dell'albero fu costruita una camera per gli operatori. Prima della battaglia del Golfo di Leyte, inoltre, fu quasi certamente dotato di un secondo radar, un Type 13 (specifico per i bersagli aerei) all'albero tripode di maestra. Infine comparve, sul ponte di coperta, un certo numero di cannoni Type 96 su affusto singolo, in ogni caso non superiore a dodici. Le fonti, purtroppo, sono generiche sul periodo di questi interventi. Il 18 ottobre l'Okinami si trasferì con la 2ª Flotta dalle Lingga alla rada di Brunei, in preparazione al complesso attacco aeronavale orchestrato dalla Marina imperiale nelle acque delle Filippine: il 20, infatti, iniziarono gli sbarchi statunitensi sull'isola di Leyte. Il cacciatorpediniere fu assegnato al grosso della flotta che avrebbe dovuto attraversare il Mar di Sibuyan, lo Stretto di San Bernardino e calare da nord sul Golfo di Leyte. Sopravvisse al contrastato attraversamento del Mar di Sibuyan e combatté nella confusa battaglia al largo dell'isola di Samar, sembra senza riuscire a colpire alcun bersaglio; fu al contrario mancato di misura da alcune bombe, subì mitragliamenti e lamentò trentaquattro tra morti e feriti. In tarda mattinata ricevette ordine di prestare aiuto all'incrociatore pesante Suzuya, ormai spacciato. L'Okinami prelevò i 416 uomini ancora vivi e si allontanò dall'incrociatore in rapido affondamento, quindi riuscì a raggiungere l'isola di Coron il 26 dopo aver dato un frettoloso aiuto al gemello Hayashimo fuori uso: i naufraghi furono fatti scendere, fu effettuato il rifornimento e l'Okinami salpò immediatamente, incontrandosi nottetempo e in mare con il martoriato incrociatore pesante Kumano. Lo scortò dunque fino a Manila, dove arrivarono durante il 28 ottobre. L'Okinami e il resto della 31ª Divisione furono allora messi a disposizione dell'operazione TA, l'invio convoglio dopo convoglio di rinforzi a Leyte, per alimentare la resistenza della 35ª Armata. L'Okinami fu assegnato al gruppo di difesa del secondo convoglio che salpò il 1º novembre, giunse a destinazione a Ormoc, scaricò uomini e mezzi e ripiegò il 2, senza difficoltà di sorta. Il 5 novembre i gruppi imbarcati statunitensi si scagliarono su Manila, allo scopo di rallentare l'operazione TA: l'Okinami fu bersagliato da svariate bombe, alcune cadute molto vicine allo scafo, e fu mitragliato a più riprese. Con 28 vittime a bordo e alcuni danni, si ancorò all'arsenale di Cavite per riparazioni. Il 13 novembre una massa di velivoli americani ripeté il bombardamento di Manila e stavolta l'Okinami, che si trovava nella baia, fu centrato da una bomba: altre esplosero tutt'intorno la nave, amplificando i danni. L'unità si abbassò molto sull'acqua ma poggiò sul fondale in assetto, a 8 miglia a ovest di Manila (14°35′N 120°50′E). Il capitano Makino e quasi tutto l'equipaggio, che aveva avuto quattordici morti e diciannove feriti nell'attacco, abbandonarono il cacciatorpediniere per la costa vicina.
Il 10 gennaio 1945 l'Okinami fu depennato dai ruoli della Marina imperiale.